# Кратт, Иван Фёдорович
Ива́н Фёдорович Кратт (родился 17 [29] августа 1899 года, Ольшана, Прилукский уезд, Полтавская губерния, Российская империя — умер 19 мая 1950 года, Ленинград, РСФСР, СССР) — советский писатель-очеркист, блокадник. Действительный член Всесоюзного географического общества АН СССР (1946).
Участник Великой Отечественной войны.

## Биография
Иван Фёдорович Кратт родился в семье мелкого служащего. После окончания гимназии поступил в Институт народного хозяйства в Киеве. Затем служил инструктором в Комиссариате народного образования, культработником в войсках Киевского военного округа, работал на железной дороге — помощником начальника станции Новгород-Северский.
В 1929 году переехал в Ленинград, чтобы окончить высшее образование. Печататься начал в 1930 году.
Много ездил по Сибирскому Северу и Дальнему Востоку, бывал на Колыме, путешествовал на Алтай, в Ойротию и Хакасию, в Кольскую тундру, плавал по Охотскому и Японскому морям.
В результате наблюдений в московских, ленинградских и дальневосточных журналах начали регулярно появляться его рассказы и повести.
В 1938 году вышел сборник колымских рассказов Кратта «Моя земля» и «Улахан Последний» (1939), за ними — роман «Золото» (1940), ещё через год — новый сборник «Дом среди тундры» (1941). Главная тема произведений автора — всё о Севере, об инженерах и пограничниках, об оленеводах и учителях.

Участник Великой Отечественной войны. С первых её дней И. Кратт ушёл в отряд народного ополчения, потом служил рядовым бойцом в войсках Ленинградского фронта. Рядовому Кратту была предоставлена возможность в условиях блокады делать его нужное дело — писа́ть. За годы войны автором написаны 10 книг, свыше 50 статей и рассказов, кроме того — истории двух воинских частей.

«Великий океан»

Уже на втором месяце войны, 8 августа 1941 года, увидела свет первая военная книжка И. Кратта «Партизаны». Из опыта блокадных лет вышла книга об осаждённом Ленинграде «Суровый берег», сборники рассказов «Закон жизни» (1942) и «Труженики войны» (1944).

В 1941—1949 гг. автор написал свою главную книгу — исторический роман «Великий океан» (кн. 1 — «Остров Баранова», 1945; кн. 2 — «Колония Росс», 1950) об отважных землепроходцах, вышедших в конце XVIII века на берега Аляски и пытавшихся закрепиться в Северной Калифорнии, где в 1812 году было основано русское поселение под названием «Росс» (то есть «русский»), нынешний Форт-Росс в штате Калифорния, США. В романе писатель создал колоритный образ А. А. Баранова, первого правителя русских поселений в Америке.

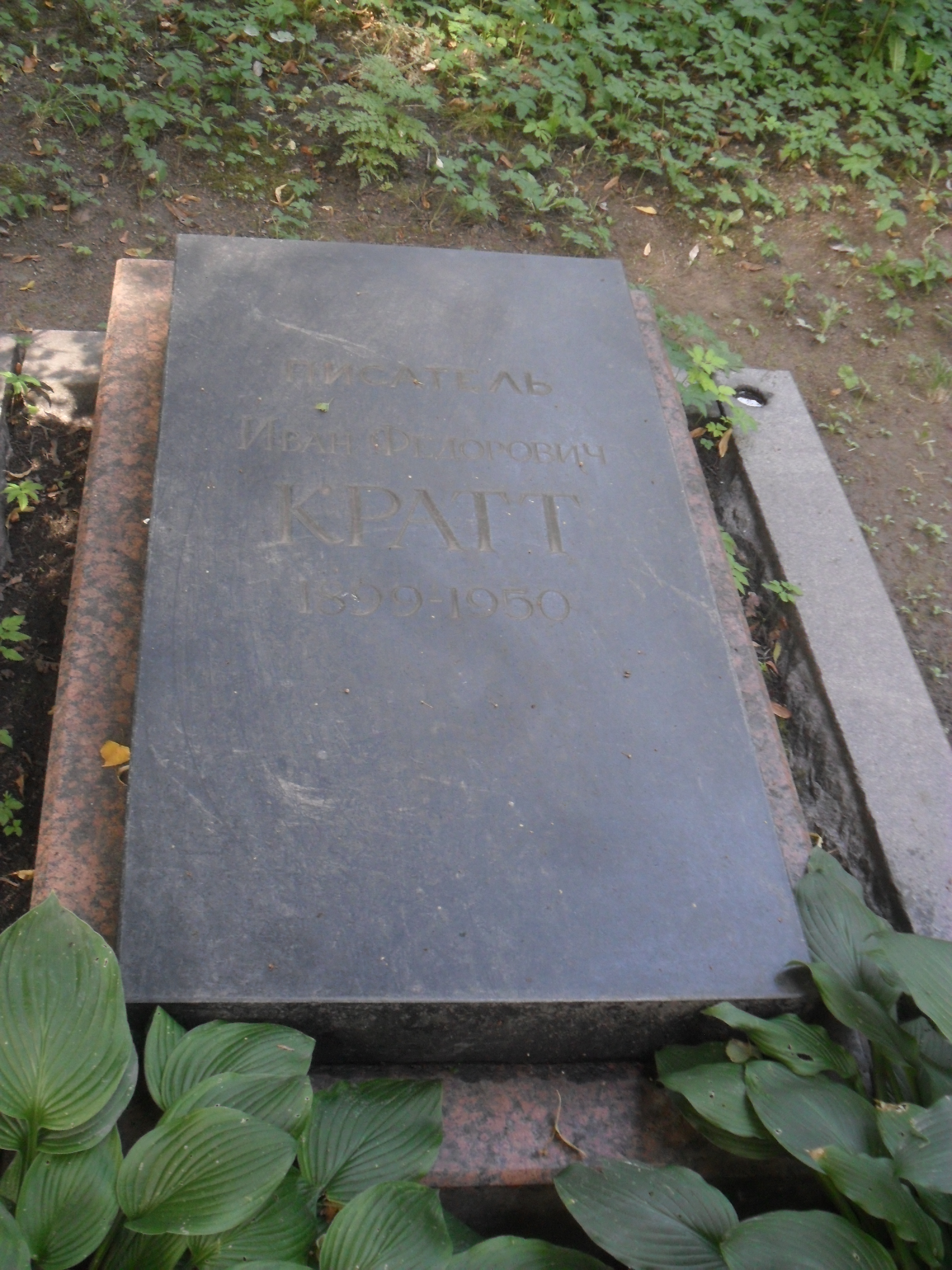
Могила И. Ф. Кратта на Литераторских мостках в Санкт-Петербурге

После выхода из печати первой книги в 1946 году был избран действительным членом Всесоюзного географического общества АН СССР. Историческая дилогия «Великий океан» была признана самостоятельным научным трудом.
Литературно обработал множество произведений эвенкийских и корякских писателей Севера.
Умер Иван Фёдорович Кратт 19 мая 1950 года в Ленинграде.